# Marie de La Ferre
Marie de La Ferre (v. 1589-1652), religieuse française, est née dans le village de Roiffé en France, qui est situé à proximité de villes qui ont accepté la réforme protestante. Le 3 avril 2009, elle est déclarée vénérable par le pape Benoît XVI.

## Les Hospitalières de Saint-Joseph
Après la mort de sa mère, le père de Marie de La Ferre se remarie avec une fervente calviniste qui tente de convertir l'enfant au protestantisme. Marie de La Ferre, qui s'y oppose, est recueillie par sa tante, madame de Goubitz, qui vit à Sainte-Colombe au château du Grand Ruigné, à côté de La Flèche. Malgré une fortune personnelle importante, elle décide de mener une vie de pauvreté et de prières. Elle fait la rencontre de Jérôme Le Royer de La Dauversière dans le salon d'une riche veuve  fléchoise, madame Bidault de La Barre.
En 1636 est fondée la congrégation des Hospitalières de Saint-Joseph, congrégation religieuse canadienne fondée en France par Jérôme Le Royer, sieur de La Dauversière et Marie de La Ferre. Les hospitalières de Saint-Joseph signent un contrat le 23 décembre 1639 qui les autorise à vivre en la maison de Dieu sans cependant faire profession de l'état religieux.
En 1643, leur fondatrice Marie de La Ferre avait commencé par former dans la ville de La Flèche, où elle résidait, une congrégation de sœurs hospitalières, et au bout d'un certain temps, sa petite communauté ayant pris quelque extension, l'évêque d'Angers Claude de Rueil lui donna en 1643 des statuts. Cette communauté reçut un éclat tout particulier lorsqu'elle admit au noviciat, à l'hôpital de La Flèche, Anne de Melun, princesse d'Épinoy, d'une des familles princières les plus distinguées. 
En 1659, certaines des sœurs quittent La Flèche (Sarthe), et suivent Jérôme Royer de la Dauversière et Jeanne Mance pour fonder l'Hôtel-Dieu de Montréal. Elles s'appelaient Judith Moreau de Brésolles, Catherine Macé et Marie Maillet. Elles appartenaient à la communauté religieuse de La Flèche dirigée par Marie de La Ferre. 
En 1651, Marie de La Ferre fonde une nouvelle communauté à Moulins. Elle souhaite que les religieuses renouvellent leurs vœux tous les trois ans à la fête de la Purification de la Vierge. Ils pouvaient après huit ans être prononcés à perpétuité à l'exemple de la première supérieure. Or, c'est Henri Arnauld, nouvel évêque d'Angers (1650-1692) qui, avec l'appui des évêques du Mans, d'Autun et de Nîmes transforma l'institut en ordre hospitalier. 
En 1652, à la suite d'une inondation de l'Allier, une épidémie se propage et après deux mois d'efforts pour venir porter secours aux malades et aux pauvres, Marie de La Ferre succombe à son tour.